# Modriča
Modriča (în sârbă Модрича) este un oraș și o comună din Republika Srpska, o entitate din Bosnia și Herțegovina. În urma recensământului din 2013, orașul avea o populație de 10.137 de locuitori, în timp ce comuna avea 25.720 de locuitori.

## Istorie
Primul document scris despre Modriča este un hrisov din secolul al XIII-lea al regelui maghiar Bela al IV-lea, în care Modriča este menționat ca un izvor: „... fons Modricha, ubi cadit în Boznam” (izvorul Modricha care curge în Boznam), dar totul indică faptul că era un pârâu minor care se vărsa în râul Bosna. Potrivit legendelor tradiționale, Modriča a fost numit după un mic pârâu de munte cu apă albastră. Se presupune că pârâul este Dusa. Conform altor legende, zona poartă numele vechilor semne slave ale cerului albastru și distanțelor, care sunt mai mult discernute la orizont decât vizibile - modrina (albastru) / modriča.
Există dovezi arheologice ale prezenței umane pe teritoriul actualei comune Modrica din Paleolitic - prima epocă din istoria omenirii. Acest lucru este demonstrat de urmele descoperite pe situl Gradina din satul Dugo Polje deasupra văii râului Bosna. Urmele unor țărani neolitici antici au fost găsite în mai multe locuri, printre altele în Kulište din Kruskovo Polje, la Zdralovo brdo în satul Kladari, la Prljaca, apoi în satele Vranjak, Kuznjaca, Skugric, Dugo Polje etc. Pe dealul Dobor este un sit important cu șapte straturi arheologice din epoca fierului. Urmele vechilor așezări slave pot fi găsite în mai multe locuri din comuna Modrica. În hrisovul Kotromanic din 1323 este menționată parohia Nenaviste cu așezările Modrica și Jakes.
Mai multe evenimente au avut loc în jurul fortăreței Dobor, care au dus la sfârșitul independenței naționale a Bosniei. Acestea au fost conflictele cu ungurii în 1393/94 și în 1408, și tăierea a 170 de boieri bosniaci pe meterezele fortului. Aceste zone au devenit apoi frontiera unui război crud cu turcii care au cucerit Dobor și Modrica în 1536. După înfrângerea turcilor la Viena în 1683, în următoarele două secole, a rămas o zonă de frontieră, ceea ce a însemnat o zona de conflicte, rebeliuni, devastări și stagnare economică. În timpul stăpânirii austro-ungare, în 1897, Modrica a fost inclusă în lista orașelor, când Bosnia și Herțegovina avea doar 66.
În a doua jumătate a secolului al XIX-lea, condițiile economice și cultural-educaționale s-au îmbunătățit lent. Se pare că a existat o școală, probabil chiar de la sfârșitul secolului al XVIII-lea și, cel mai sigur, din a doua jumătate a secolului al XIX-lea. În comuna Modrica s-au ridicat multe școli în mediul rural. În perioada 1929–1939 Modriča a făcut parte din Banovina Vrbas și în 1939-1941 din Banovina Croației aflată în Regatul Iugoslaviei.
Condițiile s-au îmbunătățit în a doua jumătate a secolului al XX-lea deoarece în 1947 calea ferată de la Šamac la Sarajevo a fost construită prin oraș, cu o linie de ramificație de la Modrića la Gradačac construită în 1951. Apoi au fost construite câteva fabrici: o rafinărie de petrol, fabrici de hârtie și cutii de plastic Pamo și Plastmo, moară de făină, fabrica de încălțăminte „Vjekoslav Bakulić”, fabrica de coloranți „Hemija” și o mică fabrică de lemn „8 septembrie”, împreună cu o infrastructură urbană necesară (clădiri rezidențiale, școală gimnazială, sala de sport),. Ferma de grâu și de bovine „Dr. Mujbegović” (ulterior Petar Mrkonjič) a fost extinsă. Echipa de volei „Modriča” a câștigat în 1979 campionatul național al Iugoslaviei.
După Războiul din Bosnia din 1992–1995, granițele comune au fost schimbate, satele Jakeš, Pećnik și Modrički Lug au fost excluse din Modriča și incluse în noua comună Vukosavlje, iar câteva sate din partea de vest a comunei Gradačac de dinainte de război au fost incluse, astfel mărimea comunei s-a schimbat substanțial.

## Date demografice

### Populație
| Populația localităților din comuna Modriča | Populația localităților din comuna Modriča | Populația localităților din comuna Modriča | Populația localităților din comuna Modriča | Populația localităților din comuna Modriča | Populația localităților din comuna Modriča | Populația localităților din comuna Modriča | Populația localităților din comuna Modriča | Populația localităților din comuna Modriča |
| ------------------------------------------ | ------------------------------------------ | ------------------------------------------ | ------------------------------------------ | ------------------------------------------ | ------------------------------------------ | ------------------------------------------ | ------------------------------------------ | ------------------------------------------ |
|                                            | Localitate                                 | 1948                                       | 1953                                       | 1961                                       | 1971                                       | 1981                                       | 1991                                       | 2013                                       |
|                                            | Total                                      | 19.746                                     | 39.156                                     |                                            | 31.622                                     | 34.541                                     | 35.413                                     | 25.720                                     |
| 1                                          | Botajica                                   |                                            |                                            |                                            |                                            |                                            | 1.019                                      | 579                                        |
| 2                                          | Cardak                                     |                                            |                                            |                                            |                                            |                                            | 1.006                                      | 353                                        |
| 3                                          | Dobrinja                                   |                                            |                                            |                                            |                                            |                                            | 437                                        | 446                                        |
| 4                                          | Donji Skugrić                              |                                            |                                            |                                            |                                            |                                            |                                            | 910                                        |
| 5                                          | Dugo Polje                                 |                                            |                                            |                                            |                                            |                                            | 1.596                                      | 994                                        |
| 6                                          | Garevac                                    |                                            |                                            |                                            |                                            |                                            | 2.795                                      | 2.993                                      |
| 7                                          | Kladari Donji                              |                                            |                                            |                                            |                                            |                                            | 1.046                                      | 362                                        |
| 8                                          | Kladari Gornji                             |                                            |                                            |                                            |                                            |                                            | 448                                        | 359                                        |
| 9                                          | Koprivna                                   |                                            |                                            |                                            |                                            |                                            | 2.218                                      | 1.151                                      |
| 10                                         | Krčevljani                                 |                                            |                                            |                                            |                                            |                                            | 282                                        | 253                                        |
| 11                                         | Miloševac                                  |                                            |                                            |                                            |                                            |                                            | 1.735                                      | 1.323                                      |
| 12                                         | Modrica                                    | 3.072                                      |                                            | 5.032                                      | 7.324                                      | 9.630                                      | 10.454                                     | 10.137                                     |
| 13                                         | Skugrić Gornji                             |                                            |                                            |                                            |                                            |                                            | 1.453                                      | 785                                        |
| 14                                         | Tarevci                                    |                                            |                                            |                                            |                                            |                                            | 2.322                                      | 2.719                                      |
| 15                                         | Tolisa                                     |                                            |                                            |                                            |                                            |                                            | 858                                        | 358                                        |
| 16                                         | Vranjak                                    |                                            |                                            |                                            |                                            |                                            | 2.370                                      | 1.419                                      |

### Compoziție etnică
Populația din Modriča, după etnie, conform recensămintelor din 1971, 1981, 1991 și 2013 este următoarea:
|              | 2013            | 1991            | 1981           | 1971           |
| Total        | 10.137 (100,0%) | 10.454 (100,0%) | 9.630 (100,0%) | 7.324 (100,0%) |
| Sârbi        | 6.952 (73.81%)  | 2.420 (23,15%)  | 1.841 (19,12%) | 1.428 (19,50%) |
| Bosniaci     | 1.836 (19,49%)  | 5.252 (50,24%)  | 4.815 (50,00%) | 4.910 (67,04%) |
| Alții        | 284 (3,015%)    | 301 (2,879%)    | 138 (1,433%)   | 49 (0,669%)    |
| Romi         | 168 (1,784%)    |                 | 38 (0,395%)    | 3 (0,041%)     |
| Croați       | 157 (1,667%)    | 1 134 (10,85%)  | 838 (8,702%)   | 732 (9,995%)   |
| Muntenegreni | 13 (0,138%)     |                 | 29 (0,301%)    | 25 (0,341%)    |
| Sloveni      | 6 (0,064%)      |                 | 4 (0,042%)     | 3 (0,041%)     |
| Macedoneni   | 2 (0,021%)      |                 | 3 (0,031%)     | 4 (0,055%)     |
| Albanezi     | 1 (0,011%)      |                 | 15 (0,156%)    | 12 (0,164%)    |
| Iugoslavi    |                 | 1 347 (12,89%)  | 1 904 (19,77%) | 154 (2,103%)   |
| Maghiari     |                 |                 | 5 (0,052%)     | 4 (0,055%)     |

|              | 2013            | 1991            | 1981            | 1971            |
| Total        | 25.720 (100,0%) | 35.613 (100,0%) | 34.541 (100,0%) | 31.622 (100,0%) |
| Sârbi        | 20.227 (78,64%) | 12.534 (35,20%) | 13.012 (37,67%) | 13.457 (42,56%) |
| Bosniaci     | 3.101 (12,06%)  | 10.375 (29,13%) | 8.578 (24,83%)  | 8.356 (26,42%)  |
| Croați       | 1.674 (6,509%)  | 9.805 (27,53%)  | 9.598 (27,79%)  | 9.418 (29,78%)  |
| Alții        | 718 (2,792%)    | 1.048 (2,943%)  | 476 (1,378%)    | 138 (0,436%)    |
| Iugoslavi    |                 | 1.851 (5,198%)  | 2.755 (7,976%)  | 180 (0,569%)    |
| Romi         |                 |                 | 38 (0,110%)     | 3 (0,009%)      |
| Muntenegreni |                 |                 | 37 (0,107%)     | 32 (0,101%)     |
| Albanezi     |                 |                 | 29 (0,084%)     | 16 (0,051%)     |
| Macedoneni   |                 |                 | 7 (0,020%)      | 10 (0,032%)     |
| Sloveni      |                 |                 | 6 (0,017%)      | 4 (0,013%)      |
| Maghiari     |                 |                 | 5 (0,014%)      | 8 (0,025%)      |

## Economie

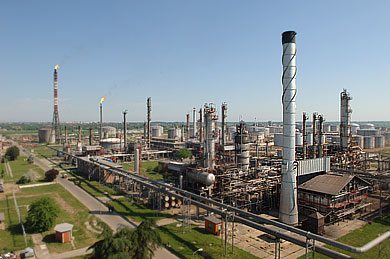
Rafinăria de petrol din Modriča

Rafinăria de petrol Modriča, deținută în prezent de investitori ruși, este situată în Modriča.
Următorul tabel oferă o previzualizare a numărului total de angajați înregistrați pe fiecare activitate principală (în 2016):
| Activitate                                                     | Total |
| -------------------------------------------------------------- | ----- |
| Agricultură, silvicultură și pescuit                           | 62    |
| Minerit si cariere                                             | 9     |
| Producție                                                      | 1475  |
| Distribuția de energie electrică, gaz, abur și aer condiționat | 45    |
| Distribuția de gestionare a apei și a deșeurilor de apă        | 80    |
| Constructie                                                    | 128   |
| Comerț cu ridicata și cu amănuntul, reparații                  | 803   |
| Transport și depozitare                                        | 206   |
| Hoteluri și restaurante                                        | 158   |
| Informatie si comunicare                                       | 47    |
| Finanțe și asigurări                                           | 47    |
| Activități imobiliare                                          | 2     |
| Activități profesionale, științifice și tehnice                | 90    |
| Servicii administrative și de asistență                        | 28    |
| Administrație publică și apărare                               | 270   |
| Educație                                                       | 383   |
| Asistență medicală și muncă socială                            | 325   |
| Artă, divertisment și recreere                                 | 17    |
| Alte activități de servicii                                    | 122   |
| Total                                                          | 4297  |

## Sport
- FK Modriča joacă în Liga I a Republicii Srpska
- Clubul local de volei este Modriča Optima.

## Orașe înfrățite
Modriča este înfrățit cu:
| - Migliaro, Italia - Ub, Serbia |

## Personalități
- Avdo Karabegović - Hasanbegov⁠(d) (1878 – 1909), poet;
- Kristian Kreković⁠(d) (1901 – 1985), pictor;
- Nada Topčagić (n. 1953), cântăreață;
- Nikola Nikić (n. 1956), fotbalist
- Milan Jelić (1956-2007), fost președinte al Republicii Srpska;
- Marta Savić (n. 1966), cântăreață;
- Jusuf Dajić (n. 1984), fotbalist;
- Zdravko Kuzmanović (n. 1987), fotbalist;
- Aleksandar Okolić (n. 1993), jucător de volei.